# Callosciurus inornatus
Callosciurus inornatus је сисар из реда глодара (Rodentia) и породице веверица (Sciuridae).

## Распрострањење
Ареал врсте је ограничен на три државе. Кина, Лаос и Вијетнам су једина позната природна станишта врсте.

## Станиште
Станиште врсте су шуме.

## Угроженост
Ова врста је наведена као последња брига, јер има широко распрострањење и честа је врста.